# Maria Gella
Maria Józefa Gella, 1 v. Kwiatkowska, 2 v. Jabłońska (ur. 2 lutego 1890 we Lwowie, zm. 25 lipca 1970 w Krakowie) – polska aktorka teatralna i filmowa.

## Życiorys
Urodziła się 2 lutego 1890 we Lwowie, ówcześnie na terenie Austro-Węgier (ob. Ukraina). Była córką Kazimierza Gelli (urzędnik, oficjał c.k. namiestnictwa, zmarły 5 grudnia 1892 w wieku 30 lat) i Sabiny Stradiot. Ukończyła pensję św. Elżbiety we Lwowie, a w 1907 Szkołę Dramatyczną przy lwowskim Teatrze Miejskim. W tym samym roku zadebiutowała na scenie teatralnej.
Na początku 1908 występowała wraz z matką w objazdowym zespole Eugeniusza Kalinowskiego, a następnie jeździła po prowincji galicyjskiej w Teatrze Dziesięciu Miast z udziałem Gustawa Fiszera. W sezonie 1908/1909 grała w zespole Eugeniusza Majdrowicza w Sosnowcu, a w sezonach 1909/10 i 1910/11 w Teatrze Wielkim w Lublinie. W latach 1914–1918 występowała na deskach Teatru Polskiego w Kijowie, z którym występowała również w Moskwie i Piotrogrodzie (1915). Od kwietnia 1918 należała do zespołu kijowskiego Nowego Teatru Polskiego pod kierownictwem Juliusza Osterwy. Była aktorką pobierającą w 1918 najwyższą gażę w zespole kobiecym.
Po opuszczeniu Kijowa występowała w kabarecie „Mozaika” (1918) oraz na scenach warszawskich: Teatru „Czarny Kot” (grudzień 1918 i sezon 1919/1920), Teatru Polskiego i Teatru Małego (1920–1923) oraz Teatru Letniego (1923–1925) i Teatru Ćwiklińskiej i Fertnera (sezon 1926/1927). W latach 1927–1930 grała w Teatrze Letnim, a w latach 1930–1934 w Teatrze Narodowym, Teatrze Nowym i ponownie w Teatrze Letnim. W lecie 1931 z aktorami Teatru Narodowego występowała w Radomiu, Kielcach, Częstochowie, Łucku i Płocku. Od 1934 występowała na scenach Teatrów Towarzystwa Krzewienia Kultury Teatralnej (TKKT), Teatru Polskiego i Małego (1934–1936) oraz Teatru Letniego (1936–1939). W sezonie 1939/1940 była zaangażowana do teatrów stołecznych – Narodowego i Nowego. W Warszawie zagrała ponad 70 ról, najczęściej „salonowych” we współczesnych komediach i farsach.
Podczas II wojny światowej pracowała jako kelnerka w kawiarni „Pod Znachorem” w Warszawie i straciła drugiego męża. Po powstaniu warszawskim wyjechała do Krakowa, z którego scenami związała swoją dalszą karierę artystyczną. Od wznowienia powojennej działalności Teatru im. Juliusza Słowackiego w marcu 1945 do końca sezonu 1965/1966 występowała na deskach tej sceny. W sezonie 1946/1947 występowała również w Teatrze Kameralnym TUR, a w okresie połączenia zespołów teatrów krakowskich, grała także w Starym Teatrze (do 1954). 8 listopada 1959 obchodziła pięćdziesięciolecie pracy artystycznej, podczas zbiorowego jubileuszu w Teatrze im. Juliusza Słowackiego. Należała do Kapituły Zasłużonych Członków SPATiF-u. Ostatnią rolą jaką zagrała była postać Generałowej w spektaklu Jego ekscelencja błazen Fiodora Dostojewskiego w reż. Bronisława Dąbrowskiego w Teatrze im. Juliusza Słowackiego w Krakowie (1966), kiedy to przeszła na emeryturę.
Była dwukrotnie zamężna. Pierwszym jej mężem był Artur Kwiatkowski, którego poślubiła w 1916, a drugim Jerzy Jabłoński (ślub 1930).
Zmarła 25 lipca 1970 w Krakowie i tam została pochowana.

## Występy sceniczne
- Szkoła wdzięku Alice Duer-Miller w reż. Emila Chaberskiego (1927) jako Miss Curtis
- Maman do wzięcia Adama Grzymały-Siedleckiego w reż. Emila Chaberskiego (1930) jako Kici-Kici
- Lazurowe wybrzeże Andre Birabeau i George’a Dolleya w reż. Emila Chaberskiego (1931) jako Zuzanna
- Kobiety i interesy Kazimierza Wroczyńskiego w reż. Ludwika Solskiego (1933) jako Sabina
- Obiad o ósmej Georga Kaufmanna i Edny Ferber w reż. Karola Borowskiego (1933) jako pani Jordan
- Świętoszek Moliera w reż. Ludwika Solskiego (1933) jako Elmira
- Zemsta Aleksandra Fredry w reż. Teofila Trzcińskiego (1945) jako Podstolina
- Mąż z grzeczności Adolfa Abrahamowicza i Ryszarda Ruszkowskiego w reż. Jerzego Leszczyńskiego (1945) jako Petronela
- Panna Maliczewska Gabrieli Zapolskiej w reż. Karola Frycza (1945) jako Daumowa
- Codziennie o piątej Maurice Hennequin i Pierre’a Vébera w reż. Tadeusza Wesołowskiego (1946) jako Walentyna Precardan
- Miasto w dolinie Johna Boyntona Priestleya w reż. Emila Chaberskiego (1946) jako Dorothy Stritton
- Rozbitki Józefa Blizińskiego w reż. Marii Dulęby (1947) jako Łechcińska
- Wariatka z Chaillot Jeana Giraudoux w reż. Emila Chaberskiego (1947) jako Konstancja
- Archipelag Lenoir Armanda Salacrou w reż. Krystyny Zelwerowicz (1948) jako Hrabina Hortensja z Robec'ów Cazette
- Seans Noëla Cowarda w reż. Włodzisława Ziembińskiego (1948) jako pani Arcati
- Głupi Jakub Tadeusza Rittnera w reż. Włodzisława Ziembińskiego (1949) jako Marta
- Lubow Jarowaja Konstantego Treniewa w reż. Bronisława Dąbrowskiego (1949) jako Helena Gornostajewa
- Pigmalion George’a Bernarda Shawa w reż. Jerzego Ronarda Bujańskiego (1950) jako pani Higgins
- Ciotunia Aleksandra Fredry w reż. Romana Niewiarowicza (1951) jako Panna Małgorzata
- Nie trzeba się zarzekać Alfreda de Musseta w reż. Jerzego Kaliszewskiego (1951) jako Baronowa de Mantes
- Dom na Twardej Kazimierza Korcelliego w reż. Bronisława Dąbrowskiego (1955) jako Hrabina
- Pierwszy dzień święta Nâzıma Hikmeta w reż. Bronisława Dąbrowskiego (1955) jako Chabibe
- Wesele Stanisława Wyspiańskiego w reż. Bronisława Dąbrowskiego (1956) jako Radczyni
- Leokadia Jeana Anouilh w reż. Romana Niewiarowicza (1957) jako Księżna
- Dowód osobisty Marii Pawlikowskiej-Jasnorzewskiej w reż. Kazimierza Fabisiaka (1957) jako Zyta
- Popas króla jegomości Adama Grzymały-Siedleckiego w reż. Kazimierza Fabisiaka (1958) jako Stryjna Kręgosławska
- Zbrodnia i kara Fiodora Dostojewskiego w reż. Bronisława Dąbrowskiego (1958) jako Pulcheria Aleksandrowna
- Mądremu biada Aleksandra Gribojedowa w reż. Bronisława Dąbrowskiego (1961) jako Księżna
- Damy i huzary Aleksandra Fredry w reż. Romana Niewiarowicza (1961) jako pani Dyndalska
- Elżbieta królowa Anglii Ferdinanda Brucknera w reż. Ireny Babel (1962) jako Lady Anna
- Odprawa posłów greckich Jana Kochanowskiego w reż. Maryny Broniewskiej (1964) jako pani Stara
- Jego ekscelencja błazen Fiodora Dostojewskiego w reż. Bronisława Dąbrowskiego (1966) jako generałowa

## Filmografia
- Dom na pustkowiu (1949) – ciotka Kazia
- Trzy kobiety (1956) – pomylona
- Pan Anatol szuka miliona (1958) – babcia Iwony
- Kalosze szczęścia (1958) – panna Terencja, wróżka Troska
- Kolorowe pończochy (1960)
- Rozstanie (1960) – hrabina
- Śmierć w środkowym pokoju (1965) – Janowska
- Zwariowana noc (1967) – starsza pani baronowa

## Ordery i odznaczenia
- Krzyż Kawalerski Orderu Odrodzenia Polski (1959)
- Złoty Krzyż Zasługi (22 lipca 1953)[4]
- Medal 10-lecia Polski Ludowej (28 stycznia 1955)[5]